# Michael Lang (Bildhauer)
Michael Lang (* 30. November 1982 in Lienz) ist ein österreichischer Bildhauer und Maler.

## Leben

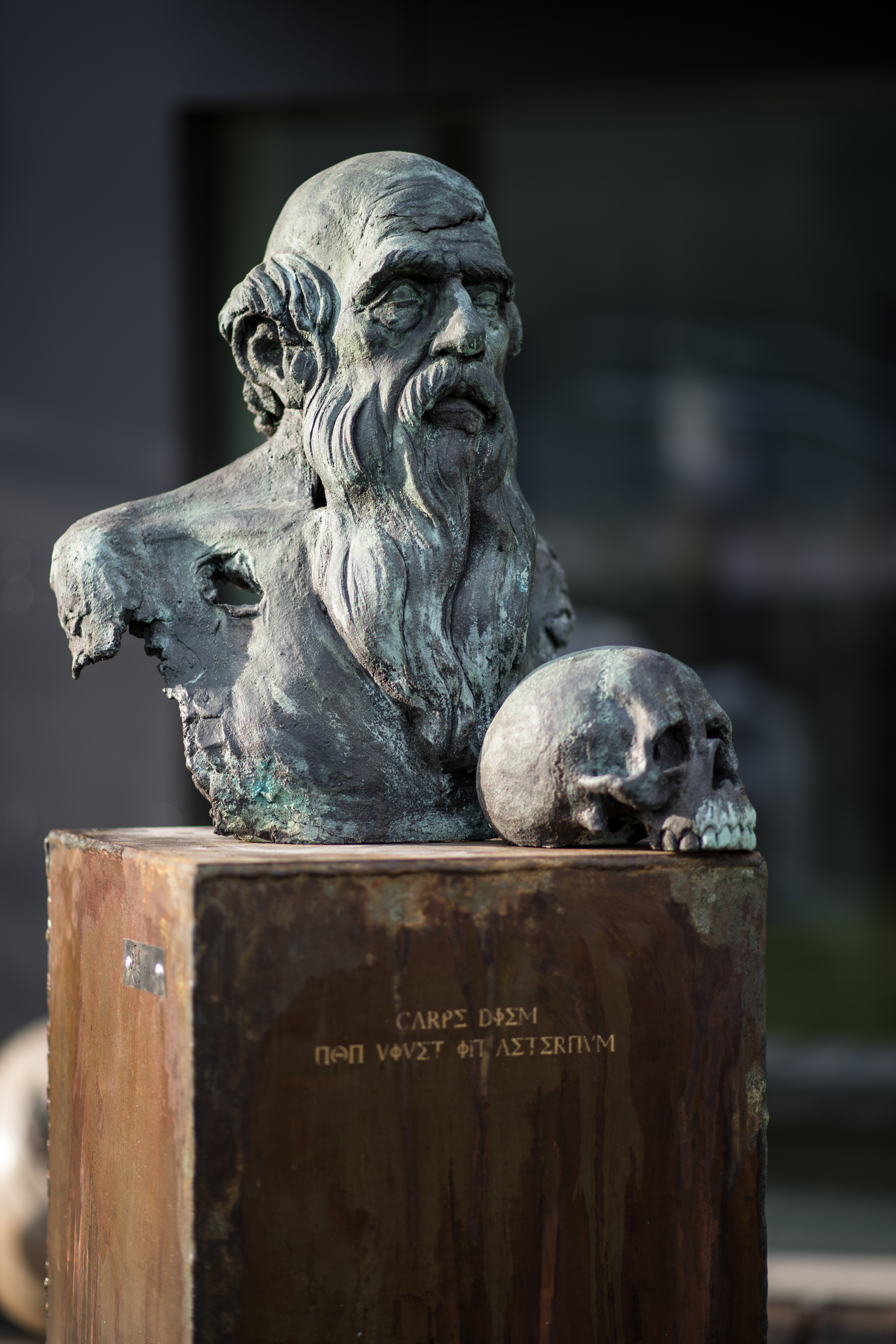
Keramik auf Metall

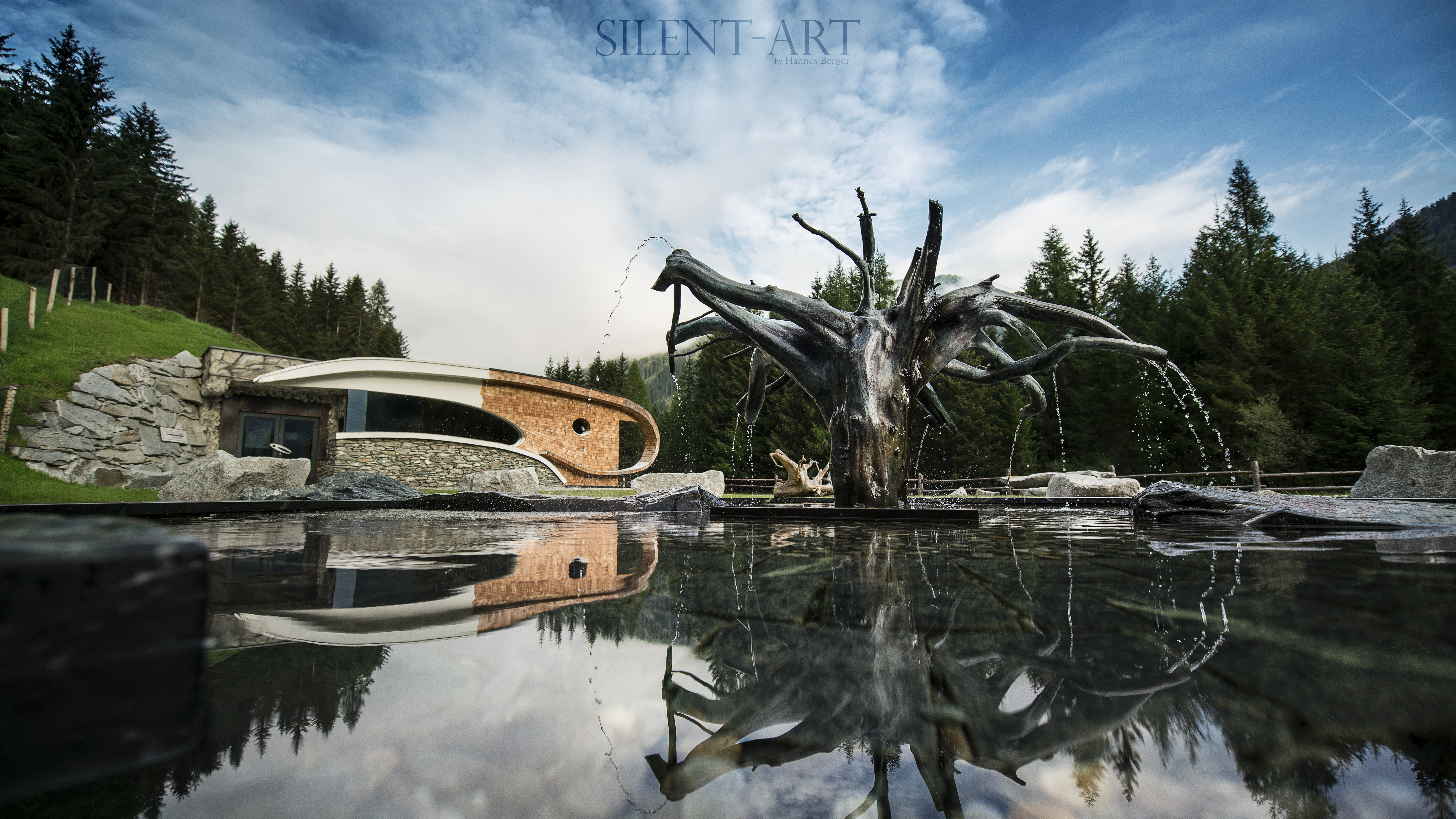
Heilwasserwelt St.jakob in Defereggental

Lang absolvierte von 1997 bis 2001 die Bildhauerschule Elbigenalp und ist seit 2002 selbstständiger Bildhauer. Er nahm an mehreren Symposien und Ausstellungen teil und leitete im Jahr 2008 ein Bildhauer-Symposium in den Alpen. Er lebt und arbeitet in Virgen/Tirol.

## Werke
- Aufbahrungshalle Lienz
- Kreuzweg Virgen-Obermauern[2]
- Heilwasserwelt St. Jakob in Defereggental[3][4]
- Denkerstein Campus Lienz[5]
- Lahar Stahlskulptur zum Murenabgang in Virgen[6]

## Ausstellungen
- 2005: Kunstpreisteilnahme RLB Innsbruck
- 2007: Biennale Florenz
- 2011: Internationales Bildhauersymposium Luttach Italien
- 2008: Altes Gericht Matrei
- 2008: Kunstpreisteilnahme RLB Innsbruck
- 2012: Sonderausstellung Schloss Anras[7]
- 2012: Stift Stams Weltkrippenkongress[8]
- 2014: Russische Handelsdelegation Wien[9] und Parlament in Wien
- 2015: Russisches Zentrum für Wissenschaft und Kultur in Wien[10]
- 2015: Handelsdelegation der russischen Föderation Wien